# Tusjinos flygfält
Tusjinos flygfält (ryska: Аэродром Тушино) är ett flygfält beläget i nordvästra Moskva, 14 kilometer från centrum.
Under kalla kriget hölls här militära flyguppvisningar där Sovjetunionens nyheter inom flygindustrin visades upp.
Idag har flygfältet tre banor och används för privatflyg, helikoptertrafik och sportflyg.
Flygfältet används också som arena för stora festivaler och utomhuskonserter. 1991 arrangerades en Monsters of Rock-konsert här, med bland andra AC/DC, Pantera och Metallica, inför en publik på 1 miljon.